# 铁破锣属
铁破锣属（学名：Beesia）是毛茛科下的一个属，为草本植物。该属共有铁破锣（B. calthaefolia）和角叶铁破锣（B. deltophylla）2种，分布于缅甸和中国西南。